# 余保純
余保纯，字冰怀，江苏武进县人，清朝政治人物。

## 生平
嘉慶七年（1802年）壬戌科二甲進士。以即用知縣分發廣東，历署高明县知县、兼理新興縣事，又兼理開平縣事。十六年大計，荐舉卓異，調署南海縣，未到任，改署連州。以獲匪之功，保同知直隸州用。不久，調番禺縣，補南雄州知州，期间随钦差大臣林则徐查禁鸦片。道光二十一年（1841年）升广州府知府。
鸦片战争期间，随琦善与义律谈判，并议定《穿鼻草约》。四月，弹压三元里抗英斗争。八月，余保纯主持南海县科考，遭遇考生罢考。后被广东巡抚怡良免职。

## 家族
子光倬（1817～？），榜名汝侗，字幼冰，道光丁末進士，官刑部主事，總辦秋審處。
孫思詒（1835～1907），原名斯沛，字雨亭，又字翼齋，號易齋，晚號草廬一翁。著有《航海瑣記》、《羅經卷》、《樓船日記》、《風性說》、《駐英日記》、《海戰要略》、《古巴政治風俗考》、《英國地理學》、《歸航陳跡》和《一貫錄廬筆記》等書。
曾孫端，號青心居士。著有《藉船詩話》。